# Reconocimiento de nombres de entidades
El reconocimiento de nombres de entidades, Named entity recognition (NER), es una subtarea de la recuperación de información que busca localizar y clasificar elementos atómicos en texto sobre categorías predefinidas como nombres de personas, organizaciones, localizaciones, expresiones de horas, cantidades, valores monetarios, porcentajes, etc.
Desde 1998 existe un gran interés en el reconocimiento de entidades en las áreas de la biología molecular, bioinformática y procesamiento del lenguaje natural. 